# Michel Mendès France

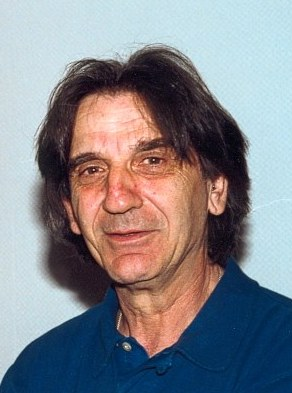
Michel Mendès France

Michel Mendès France (* 1936; † 30. Januar 2018) war ein französischer Mathematiker, der sich mit Analytischer Zahlentheorie befasste.
Michel Mendès France war der Sohn von Pierre Mendès France. Er studierte ab 1957 an der École polytechnique, wurde 1966 promoviert und war bis zu seiner Emeritierung Professor an der Universität Bordeaux. Er lehrte auch in Montreal.
Neben Arbeiten zur Mathematik veröffentlichte er auch über seinen Vater. Michel Mendès France war Mitglied im Rat des Institut Pierre-Mendès-France.
Einer seiner Doktoranden war Jean-Paul Allouche, mit dem er auch veröffentlichte.
1999 erhielt er mit Gérald Tenenbaum den Prix Paul Doistau-Émile Blutet de l’Information Scientifique der Académie des sciences für ihr Buch über Primzahlen.

## Schriften
- mit Gérald Tenenbaum Les nombres premiers, entre l’ordre et le chaos, Collection UniverSciences, Dunod 2011.
- mit Gérald Tenenbaum Les nombres premiers, Presse Universitaire de France, Reihe Que-sais-je?, 1997, 2000.